# Майское сельское поселение (Сладковский район)
Майское се́льское поселе́ние — муниципальное образование в Сладковском районе Тюменской области Российской Федерации.
Административный центр — деревня Майка.

## История
Статус и границы сельского поселения установлены Законом Тюменской области от 5 ноября 2004 года № 263 «Об установлении границ муниципальных образований Тюменской области и наделении их статусом муниципального района, городского округа и сельского поселения».

## Население
| 2010 | 2011 | 2012 | 2013 | 2014 | 2015 | 2016 |
| ---- | ---- | ---- | ---- | ---- | ---- | ---- |
| 808  | ↘804 | ↘790 | ↘788 | ↗789 | ↗793 | ↘765 |
| 2017 | 2018 | 2019 | 2020 | 2021 |      |      |
| ↘752 | ↘739 | ↘711 | ↘695 | ↘595 |      |      |

## Состав сельского поселения
| № | Населённый пункт | Тип населённого пункта          | Население |
| - | ---------------- | ------------------------------- | --------- |
| 1 | Гляден           | деревня                         | 78        |
| 2 | Каравай          | деревня                         | 126       |
| 3 | Майка            | деревня, административный центр | 531       |
| 4 | Остропятово      | деревня                         | 73        |